# グラーデ単葉機
Grade II Libelle
- 用途：練習機
- 製造者：ハンス・グラーデ
- 運用者： ドイツ帝国
- 初飛行：  - 1909年8月17日（ドイツ）
  - 1910年12月14日[1]（日本）
- 生産数：80
- 生産開始：1909年 - 1914年

グラーデ単葉機（グラーデたんようき）は、日本初の動力飛行に使われた飛行機のひとつである。徳川好敏大尉のファルマン機とともに日野熊蔵大尉によって1910年（明治43年）12月19日、公式飛行を行った。
ドイツでは1909年から1914年にかけて計80機が生産され、その形状から"トンボ"の通称を冠し Grade II Libelle と呼ばれた型で、製作者のハンス・グラーデ (1879–1946) はドイツでの最初の動力飛行に成功したパイロットである。1909年1月に自製機での飛行に成功している。
グラーデ単葉機は24馬力のエンジンの小型機で、ファルマン機が複座の50馬力の機体であったのにくらべて、大きさ・重量・価格とも小さく、現代でいえばマイクロプレーンに近い印象の機体である。 なお、日本の航空史などの資料で、グラーデ機、グラーデ単葉機、といった記述の場合は特にこの（日野大尉がドイツで購入し公式初飛行に使用された特定の機体）一機（のみ）を指している場合が多い。　
なお、公式飛行に先立つ12月15日、日野大尉の操縦により地上滑走中、不整地での衝撃により転覆事故を起こしている。大尉は無事であり、機体は降着装置、尾翼、主翼の一部を破損したが修理に成功した。
今日では、レプリカが各務原市の岐阜かかみがはら航空宇宙博物館に展示されているほか、公式初飛行当時のプロペラは「日本最初の飛行に使用されたプロペラ」として戦前にファルマン機のものと共に寄贈されており、現物が東京上野の国立科学博物館に残っている。

## スペック
※数字は資料により多少異なる。
- 全幅： 10.5メートル (m)
- 全長： 7.5 m
- 自重： 225キログラム (kg)
- 最大速度： 58キロメートル毎時 (km/h)
- 航続時間： 3時間
- 乗員： 1名
- エンジン： ハンス･グラーデ製 空冷双頭型4気筒16.3PS (40kg)

## 註
1. 1 2  "日本初" の、"公式" 動力飛行の日付については、1910年（明治43年）12月14日と19日の両説が立てられることがある。 当時から約100年が経過した今日に至っても、徳川大尉のファルマン機が先だったか、本当は日野大尉のグラーデ機の方が少し先だったか、などと議論が展開されることがある。 本項は機体の項であるため、両方の日付を記し、これらの議論内容の詳細については論じない。
2. 1 2  野沢 1961, p. 5.